# Daternomina jacksonae
Daternomina jacksonae là một loài Trichoptera trong họ Ecnomidae. Chúng phân bố ở miền Australasia.